# Aram Hačaturjan
Aram Hačaturjan (armenski: Արամ Խաչատրյան, ruski: Аpaм Ильич Xaчaтypян) (Tiflis, danas Tbilisi, 6. lipnja 1903. – Moskva, 1. svibnja 1978.) sovjetski armenski skladatelj, na čija je djela armenska narodna glazba često imala utjecaj.

## Život
Aram Hačaturjan rođen je u Tiflisu (u tadašnjemu Ruskom Carstvu, sada Tbilisi u Gruziji, u armenskoj obitelji (otac Egija Hačaturjan, ruski: Ilja Hačaturov, bio je tada knjigoveža u Tiflisu). Imao je tri starija brata (Suren, Vaghinak, Levon). U mladosti bio je očaran glazbom koju je čuo oko sebe u Gruziji. U šesnaestoj godini prvi put je posjetio Operno kazalište u Tiflisu, gdje su izvođeni "Absalom" i "Hetere" Z. Paliašvilija, koji su na njega ostavili neizbrisiv dojam.
Isprva se nije orijentirao na glazbu nego je odlučio studirati biologiju, pa je radi toga 1921. godine sa starijim bratom Surenom Hačaturovim (koji je tada bio direktor moskovskog umjetničkog kazališta) otputovao u Moskvu, iako nije znao govoriti ni riječi ruskoga. Pored studija biologije pohađao je i glazbenu školu. Premda nije imao posebnog glazbenog obrazovanja (svirao je tubu u amaterskom školskom orkestru i bio je samouk na klaviru), pokazao je tako zavidan glazbeni talent da je primljen u moskovski Muzički tehnikum (danas Gnesinov glazbeno-pedagoški zavod) gdje je pohađao čelo u klasi Mihaila Gnesina, a studij skladanja je započeo 1925. godine. Po diplomiranju biologije na univerzitetu 1925. godine posve se posvetio glazbi. Godine 1929.  prešao je na Moskovski konzervatorij gdje je studirao skladanje u klasi Nikolaja Mjaskovskog, 1930. godine oženio je skladateljicu Ninu Makarovu, kolegicu sa smjera kompozicije. 1934. diplomira na moskovskom konzervatoriju s počastima. 
Godine 1951. postao je profesor u Gnesinovu zavodu, te na Pedagoškom institutu u Moskvi i na Moskovskom konzervatoriju. Također je imao važnu ulogu i u Savezu sovjetskih skladatelja koji će ga, kao i Sergeja Prokofjeva i Dmitrija Šostakoviča, kasnije teško optužiti za stvaranje "formalističke" glazbe. Ta tri skladatelja postala su tzv. "titani ruske glazbe" uživajući međunarodnu reputaciju kao vodeći skladatelji 20. stoljeća.

## Glazba
Hačaturjanova glazba uključuje koncerte za violinu (također prerađene i za flautu), čelo i klavir, te koncerte-rapsodije za iste instrumente. Najpoznatiji su mu "Koncert za klavir i orkestar" (1936.) koji ga je proslavio, zatim tri simfonije (treća sadrži dio za petnaest dodatnih truba i orgulje) i baleti "Gajane" (1942.), s veoma poznatim "Plesom sa sabljama", te "Spartak" (1954). Skladao je i kraće klavirske pjesme kao što je brza i živa "Dvije žene tračaju". Također je skladao glazbu za film i drame kao što je 1941. bio "Maskarad" po tekstu Mihaila Lermontova.

## Hačaturjan i komunizam
Hačaturjan je bio zanesen komunizmom. Godine 1920., kada je Ordžonikidze potisnuo turske snage koje su okupirale Demokratsku Republiku Armeniju proglašenu 1918. i otvorio put Zakavkaskoj SFSR, Hačaturjan se pridružio propagandnom vlaku koji je išao kroz Armeniju i bio popunjen armenskim i gruzijskim umjetnicima. Hačaturjan je primljen u Komunističku partiju 1943. godine. Njegovi komunistički ideali, kao i armenski nacionalizam, vidljivi su u njegovim djelima, posebice u "Gajani" (koja se zbiva u kolhozu) i njegovoj Drugoj simfoniji. Simfonijska pjesma, koja je kasnije proglašena Trećom simfonijom, navukla je bijes partije (vjerojatno je tome bio uzrok Hačaturjanovo armensko porijeklo koje se komunistima nije sviđalo, a ne njegova glazba). Ironično, jer ju je Hačaturjan napisao kao posvetu komunizmu. Andrej Ždanov, drugi sekretar Centralnog komiteta Svesavezne komunističke partije, proglasio je 1948. god. Hačaturjana, Prokofjeva, Šostakoviča i druge renomirane ruske glazbenike dekadentnim formalistima i nepoželjnima za narod. Sva tri osuđena glazbenika morala su se javno pokajati i ispričati. Dekret se posebno odnosio na Hačaturjana koji je kasnije rekao: "Bili su to teški dani za mene ... tako sam nepravedno optužen. Moj pokajnički govor na komitetu bio je neiskren. Bio sam razoren i uništen tako da sam čak razmišljao i o tome da promijenim profesiju." Hačaturjan je kasnije napisao brojne skladbe komunizmu u čast te je mnogo puta i odlikovan za svoj rad i djelo.
Umro je u Moskvi, nešto prije svoje 75 godine. Pokopan je u Erevanu, glavnom gradu Armenije, zajedno s ostalim zaslužnim armenskim umjetnicima.

## Vanjske poveznice
- Aram Khachaturian